# Kai Meyer
Kai Meyer (ur. 23 lipca 1969 w Lubece) – niemiecki pisarz, dziennikarz i scenarzysta. Przedstawiciel niemieckiej fantastyki.

## Życiorys
Kai Meyer urodził się w 1969 roku w Lubece, ale dorastał w Nadrenii. Po ukończeniu szkoły średniej w 1988 roku w Zülpich rozpoczął studia z zakresu filmu, teatru i filozofii, a następnie podjął współpracę z prasą. Po kilku latach pracy jako dziennikarz w redakcji brukowca Express w Kolonii i jako krytyk filmowy dla magazynu HOWL, od 1995 roku pracował jako niezależny autor.
Swoją pierwszą książkę opublikował w wieku 24 lat. Od tego czasu napisał ponad 50 powieści dla dorosłych i młodzieży, wraz z komiksami, scenariuszami i słuchowiskami radiowymi. Pięć z jego powieści były pierwotnie opublikowane pod pseudonimem „Aleksander Nix”, ale w tej chwili są już wydawane pod jego prawdziwym nazwiskiem. Dzieła Meyera przetłumaczono już na ponad 27 języków. Do najbardziej udanych dzieł Meyera należy trylogia: Merle i Królowa Laguny, Merle i Kamienne światło oraz Merle i Szklane słowo za co został nominowany w 2003 roku do Niemieckiej Nagrody Książki. Dostał się również do Frostfire CORINE 2005 w kategorii „Najlepsza książka dla dzieci i młodzieży”.
W 2013 r. nakładem wydawnictwa Media Rodzina ukazała się pierwsza część trylogii arkadyjskiej autorstwa Meyera, „Przebudzenie Arkadii”. Kolejne części, „Arkadia płonie” i „Upadek Arkadii” zostały wydane w 2014 r.